# Скопска българска община
Скопската българска община е гражданско-църковно сдружение на българите екзархисти в Скопие, Османската империя, съществувало до 1913 година, когато е закрита след Междусъюзническата война от новите сръбски власти. В Скопие българската община има тежката задача да отстоява българщината срещу силната сръбска пропаганда и срещу действията на Албанската лига, която има антиславянска насоченост.

## История
Българското църковно движение започва първо в Скопие в 1829 година, когато скопските българи искат от Цариградската патриаршия владика българин. За по-малко от четири години трима гръцки владици – Ананий, Неофит и Генадий са прогонени от скопските граждани. Едва Гавриил III Скопски, по произход наполовина българин, в 1833 година успява да се задържи, тъй като прави отстъпки и започва да пее на църковнославянски. Около 1835 година църковното настоятелство наема за учител в града монаха Павел Хорват от Бигорския манастир. Училището се намира в общинска сграда, а обучението е безплатно. Водач на българското църковно дело е умереният хаджи Трайко Дойчинович. След смъртта му движението е оглавено от братята търговци Христо и Георги Попов(ич), около които се образува група от млади граждани – Зафир Малев, Гьоре Трайков, Георги Карайовов, Хаджи Кочо и други. Между 1848 и 1853 година Йордан Хаджиконстантинов Джинот е учител в българското училище в Скопие. Отстранен е от общинското училище поради конфликтите му с митрополита на Скопие Йоаким. След отстраняването на Джинот начело на скопяни застава Георги Карайовов в периода 1858 – 1860 година. Скопските първенци се организират против гръцкото духовенство и настояват за митрополит българин.
В 1862 година в Скопие, който традиционно е извън обхвата на лазаристките мисии, се появява униатската пропаганда. През пролетта българската община решава да приеме унията, за да се справи по този начин с натиска на гърцизма. Руският вицеконсул Найден Геров нарежда на своя представител в Скопие Стоян Костов да действа активно срещу униатското движение и да увери скопяни, че правителството ще разреши българския църковен въпрос. Скоро Костов информира Геров, че скопяни са се отказали от унията.
Когато новият скопски владика Йоаким се опитва да сложи ръка на училището и да наложи преподаване на гръцки език в него, видните скопяни се противопоставят и решават да разширят българското общинско училище. Построяват нова сграда за училището „Свети Кирил и Методий“ в 1864 година в двора на църквата „Света Богородица“ и основават училищен фонд, който е първият в Македония. Константин Икономов прави голямо парично дарение на българското училище и дарява на училището библиотеката си от 500 книги, като по този начин поставя началото на първата българска училищна градска библиотека в Македония.
След смъртта на митрополит Йоаким скопяни продължават да настояват за митрополит българин и Цариградската патриаршия назначава Паисий, погърчен българин. Въпреки отстъпките, които новият владика прави на българското дело, общината не го приема и на голямо гражданско събрание на 14 септември 1869 година скопската община се отказва от Патриаршията. На църковната служба в катедралата „Света Богородица“ на Въведение Богородично, 21 ноември 1869 година, отслужена от градското свещенство, е споменато не името на митрополит Паисий, а това на Иларион Макариополски. Тогава е създадена и новата Скопска българска община с председател архимандрит Харалампий.
Скопската епархия е сред посочените български епархии във фермана за Екзархията от 1871 година и получава своя владика Доротей, а след него – Кирил. След Руско-турската война през май 1878 година Тодор Стевков и Йордан Карагеоргов от името на Скопската община подписват Мемоара на българските църковно-училищни общини в Македония, с който се иска присъединяване на Македония към новообразуващата се българска държава.
След войната Кирил Скопски заедно с Натанаил Охридски е сред основните вдъхновители и организатори на Кресненско-Разложкото въстание, компрометира се пред властите и неговото връщане от България в Скопие става невъзможно. След войната в Скопие се установява екзархийско наместничество, като за наместник Екзархията определя председателя на общината Иван Карайовов. Така общината приема и функциите на епархийска власт. Българските училища, временно затворени през войната, са отново открити и Екзархията им праща парична подкрепа, макар и скопският екзархийски наместник да е арестуван. През лятото на 1880 година общината иска от Екзархията да ѝ се изпратят вули за сключване на бракове между българи, като приходите от тях се разделят между общината и Екзархията. През април 1880 г. скопяни се оплакват в Екзархията от действията на патриаршеския владика Паисий и Екзархията подава такрир до Портата, с който се иска зачитане от местните власти на правата на скопския екзархийски наместник.
На 6 май 1885 година общината тържествено с шествие до училището и молебен отбелязва стогодишнината от смъртта на Свети Методий.

## Училища
В края на турското управление в Скопие има 9 основни български училища: „Св. Благовещение“, открито през 1889/90 учебна година, „Найден Геров“, съществуващо още от 1838 година, „Св. Атанасий“, съществуващо от 1874 година, „Св. св. Кирил и Методий“, от 1842 година, „Св. Иван Рилски“, от 1897 година, „Екзарх Йосиф I“, от 1901 година, „Св. Троица“, от 1837 година, „Св. Дух“, от 1853 година, и „Образцово“ – при Педагогическото училище.
Скопското мъжко трикласно училище е прогимназия, към която има и пансион. Учители там са Георги Николов от Малко Търново (Одрин), Юлиус Марман от Праха (Чехия), Йосиф Буреш и Трайко Попкоцев от Грамадна, Кукушко.
Скопското българско педагогическо училище е с 4-годишен курс към учебната 1911/1912 година, когато в него преподават 8 учители, обучаващи 107 ученици; към училището също има пансион.
Свещеническо училище е отворено в началото на учебната 1902/1903 година. В него завършили основно училище се подготвят за свещеници, главно по селата. Към 1911/1912 година структурата му се състои от подготвителен курс, I, II и извънреден курс; има 7 преподаватели.
Скопското българско девическо училище е петкласно, има 9 души преподаватели и около 130 ученички.